# 銀貨を無くした女のたとえ

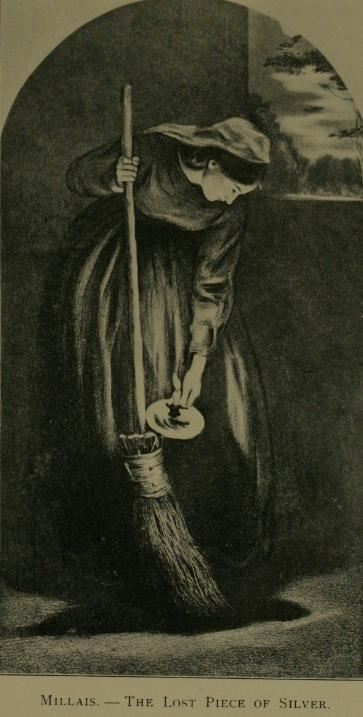
銀貨を探す女（ジョン・エヴァレット・ミレー画）

銀貨を無くした女のたとえ（ぎんかをなくしたおんなのたとえ、英語: Parable of the Lost Coin）は新約聖書ルカの福音書（15:8 - 10）に登場する、イエス・キリストが語った神のあわれみ深さに関するたとえである。
ルカ福音書の第15章の「見失った羊のたとえ」、「放蕩息子のたとえ話」を含む三つのたとえは「神の憐れみの三つのたとえ」とも言われている。

## 内容

### 概要
10枚のドラクメ銀貨を持っていたがその内の一枚を無くした女は、キリストまたは父なる神を、無くなった一枚の銀貨は罪人をたとえている。
大切なものが見つからなくなった時、家の中を隅から隅まで探しまわり見つけた時の嬉しさは誰もが経験することであろう。イエスは日常生活のできごとにたとえることによって前段の見失った羊のたとえを分かりやすく別のたとえで言い換えている。
女は念入りに探した結果、無くなった一枚の銀貨を見つける。その時の喜びの大きさを友達や近所の女たちを集め「無くした銀貨を見つけましたから、一緒に喜んでください」ということばで表現している。天の国では見失った罪人のひとりが神のもとに立ち返っていくことは私たちの想像以上に大きな喜びがあるのだとイエスは教えている。